# Augea (planta)
- Commons
- Wikispecies

Augea é um género botânico pertencente à família Zygophyllaceae.

## Espécies
- Augea capensis
- Augea lanata